# Rebelião de Arequipa de 1950
A rebelião de Arequipa de 1950 foi uma rebelião civil que eclodiu em Arequipa, Peru, na época da Junta de Governo presidida pelo General Zenón Noriega e subordinada ao General Manuel A. Odría. Aconteceu de 12 a 16 de junho de 1950 em Arequipa em protesto contra a ditadura, sofrendo severa repressão por parte da polícia e das forças militares.

## Antecedentes
Em 27 de outubro de 1948, o general Manuel A. Odría liderou um golpe militar que encerrou com o governo democrático de José Luis Bustamante y Rivero. Odría estabeleceu uma Junta de Governo presidida por ele mesmo e depois convocou eleições presidenciais nas quais seria candidato. Para cumprir formalmente o Artigo 137 da Constituição — que proibia a candidatura à presidência do cidadão "que por qualquer título exerça a presidência da República no momento da eleição" —, em 1 de junho de 1950, Odría substitui-se temporariamente por Zenón Noriega, número dois da Junta. A oposição, reunida em uma Liga Nacional Democrática, apresentou por sua vez a candidatura do general Ernesto Montagne Markholz.

## A rebelião
Em 12 de junho de 1950, uma greve de estudantes do Colegio Nacional de la Independencia Americana estourou em Arequipa. A greve estudantil, que pretendia fazer uma reclamação contra o Diretor do Colégio, transformou-se em uma revolta civil que se alastrou pela cidade. O estopim foi a tentativa da polícia de expulsar à força os estudantes do campus por ordem do prefeito de Arequipa: Daniel Meza Cuadra, um coronel autoritário subordinado ao ditador Manuel A. Odría que deu ordem para atirar. Os alunos resistiram ferozmente apenas com tijolos e, diante da recusa em abandonar o Colegio, as tropas do exército tiveram que receber ordens para tomar o local de assalto, desencadeando uma batalha que alastrou-se pelas ruas e a Plaza de Armas da cidade onde foram erguidas barricadas para enfrentar o exército.
As autoridades ordenaram que as tropas militares saíssem e usassem suas armas de fogo, o que naturalmente resultou em muitas baixas. Diante de tal situação, os universitários, mobilizados por Enrique Chirinos Soto, saíram para protestar. Na tarde de 13 de junho houve uma gigantesca manifestação na Plaza de Armas. A polícia montada atacou os civis desarmados com golpes de sabre.
Em 14 de junho, o Exército retirou-se da cidade. Todas as organizações sindicais declararam uma greve geral. Diante da renúncia do prefeito e do chefe militar, improvisou-se uma junta governativa presidida por Francisco Mostajo, e da qual também participou Héctor Cornejo Chávez, futuro fundador do Partido Democrata Cristão. Os civis muniram-se de algumas armas e ergueram barricadas nas ruas. As torres dos templos e os edifícios mais altos serviam de parapeito. Multidões de civis atacaram o Casino Militar, ocuparam as dependências do município, da prefeitura, do aeroporto e de várias emissoras de rádio.
Ao entardecer do dia 14, os soldados avançaram em direção à cidade para tomá-la quase rua por rua. A população entrou em pânico. A luta travou-se na noite do dia 14, durante todo o dia 15 e até à madrugada do dia 16. Mostajo solicitou então a intervenção do corpo consular e concordou em enviar uma delegação de parlamentares para acordar um armistício com o alto comando militar. Os parlamentares eleitos foram: Javier de Belaúnde, Arturo Villegas Romero e Arnoldo Guillén Cárdenas, que se juntaram espontaneamente a Carlos Bellido Gutheridge. Portando uma bandeira branca, eles deixaram o prédio da prefeitura na noite do dia 14, avançando pela praça iluminada, ao contrário do resto da cidade, que estava às escuras. Mas intempestivamente foram baleados na rua San Francisco, e Villegas e Bellido caíram mortos. Aparentemente, essa tragédia foi produto de confusão ou falta de comunicação com os militares. Seja como for, Belaunde e Guillén aceitaram corajosamente fazer parte de uma segunda delegação de parlamentares a quem desta vez o comando militar indicou um percurso. Os parlamentares discutiram as condições de paz, a saber: cessar-fogo, abstenção de represálias do Exército e devolução das armas. No entanto, a greve dos trabalhadores duraria mais dois dias.

## Consequências
Em Lima, o governo ordenou a prisão do general Ernesto Montagne, candidato presidencial da Liga Nacional Democrática, que não teve qualquer envolvimento com a inesperada e fortuita revolta popular em Arequipa. Além de lançar a candidatura de Montagne, a Liga publicou o jornal Jornada, onde Guillermo Hoyos Osores escrevia alguns editoriais combativos. Depois que a perseguição foi desencadeada contra todos os adversários de Odría, Alfonso Tealdo Simi se ofereceu para lançar uma edição apócrifa do Jornada.
Os escritores e artistas do Movimiento Avanzada Sur  apoiaram a insurreição popular, o que lhes valeu a repressão. Seu líder, o jovem poeta Jorge Bacacorzo, foi perseguido, transferido para Lima e preso em El Sexto.
Negado o registro da candidatura Montagne pelo submisso Jurado Nacional de Elecciones, com o próprio candidato da oposição encarcerado, realizaram-se as eleições de 1950, com Odría como único candidato.